# Hélène Jourdan-Morhange
Pour les articles homonymes, voir Jourdan, Morhange et Moune.

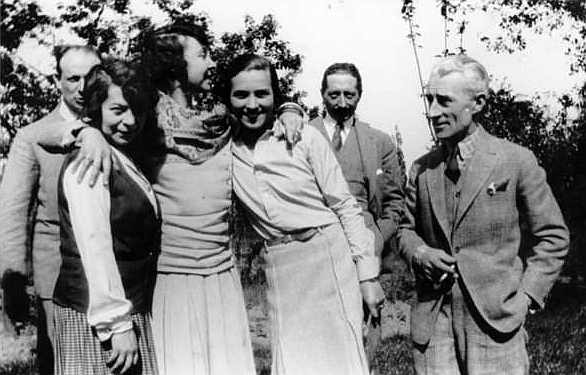
De gauche à droite : Luc-Albert Moreau, Hélène Jourdan-Morhange, Madeleine Grey, Germaine Malançon et Maurice Ravel en 1925.

Hélène Jourdan-Morhange, née le 30 janvier 1888 à Paris où elle est morte le 15 mai 1961, est une violoniste classique, une critique musicale et une productrice de radio française.

## Biographie
Née Hélène Morhange le 30 janvier 1888 à Paris, en 1913 elle épouse le peintre français Jacques Jean Raoul Jourdan (né le 22 juin 1880 à Paris), mort durant la bataille de Verdun le 25 mars 1916.
Élève d'Édouard Nadaud au Conservatoire de Paris, en 1906 elle y obtient un 1er Prix de violon .
Interprète des œuvres de ses contemporains, elle est remarquée dès 1917 par Maurice Ravel dont elle devient une proche amie (il la surnomme affectueusement « Moune ») et une interprète de prédilection. En 1921, elle crée avec Maurice Maréchal le premier mouvement de la Sonate pour violon et violoncelle. En 1922, elle assure la création avec Maurice Maréchal de la version intégrale de la Sonate pour violon et violoncelle ainsi que la première audition française (et non la création mondiale, en Italie) de la Berceuse sur le nom de Fauré. En 1927, il lui dédie sa Sonate pour violon. Après la mort de Ravel en 1937, elle a publié d'importants souvenirs sur le compositeur. En 1947-1949, elle fit partie des membres fondateurs de la Fondation Maurice Ravel.
Elle fut l'interprète et l'amie de nombreux autres musiciens de son temps, dont ceux du Groupe des six.
Elle a créé des œuvres de nombreux musiciens autres que Maurice Ravel : Claude Delvincourt, Arthur Honegger (Sonate pour violon et piano n°1, 1918), Georges Migot, Roland-Manuel (Trio dédié à Maurice Ravel, 1919), Germaine Tailleferre (Trio, 1917 ; Quatuor, 1917), Alexandre Tansman, Alexandre Tcherepnine.
Elle est la dédicataire d'œuvres de Paul Paray et Florent Schmitt.
Elle eut l'occasion de jouer, notamment avec les pianistes Juliette Meerovitch et Marcelle Meyer, dans plusieurs salons parisiens : ceux d'Étienne de Beaumont, de la princesse de Polignac, de la princesse Eudoxie Murat et la belle-fille de cette dernière, Violette Murat.
Elle fut liée d'amitié avec Colette avec laquelle elle eut une abondante correspondance.
Elle fut la compagne du peintre et graveur Luc-Albert Moreau, qui fit plusieurs portraits de Maurice Ravel. Outre son domicile dans le 17e arrondissement de Paris, elle se rendit souvent dans ce qu'elle appelait « la petite chaumière de Luc-Albert Moreau », Le Petit Moulin ou « Manigot » aux Mesnuls, à proximité de Montfort-l'Amaury où se trouvait le domicile de Ravel, le Belvédère. À partir de 1925, elle se rendit régulièrement, l'été notamment, à la villa « Le Maquis » à Saint-Tropez, acquise par Luc-Albert Moreau et ses amis peintres André Villeboeuf et André Dunoyer de Segonzac. En 1946, après une vingtaine d'années de vie commune avec Luc-Albert Moreau, elle l'épousa à Paris dans l'intimité.
Atteinte d'arthrite des mains, elle doit mettre un terme précoce à sa carrière.
Après 1940, elle exerce la critique musicale notamment au périodique Les Lettres françaises ainsi qu'à La Dépêche, Fraternité, Le Guide du concert, la Revue de Paris, Le Soir, Le Spectateur.
Après la Libération, elle produit des émissions musicales à la Radiodiffusion française (RDF).
Hélène Jourdan-Morhange est morte le 15 mai 1961 à Paris. Elle est enterrée, comme Luc-Albert Moreau, au cimetière des Mesnuls. Sans descendance, son principal héritier est son neveu Bernard Villaret, explorateur et écrivain français, qui publia en 1985 les correspondances de Colette à Hélène Jourdan-Morhange et Luc-Albert Moreau.
En 2016, la Fondation Maurice Ravel a pris en charge l’entretien du violon d’Hélène Jourdan-Morhange et sa mise à disposition de la violoniste Véra Lopatina (du Trio Medici).

## Publications

### Ouvrages
- Ravel et nous. L’homme. L’ami. Le musicien, Genève, Éditions du Milieu du monde, 1945, 271 p. (BNF 32291620)

- Ravel d'après Ravel, Lausanne, Éditions du Cervin, 1953, 80 p. (BNF 32518214)

- Mes amis musiciens, Paris, Les Éditeurs français réunis, 1955, 219 p. (BNF 37748447)

- Ravel d'après Ravel suivi de Rencontres avec Vlado Perlemuter, Aix-en-Provence, éditions Alinéa, 1989, 159 p. (BNF 35026112)  (ISBN 2-904631-78-X)

### Articles (sélection)
- « Mon ami Ravel », La Revue musicale, no 187,‎ décembre 1938, p. 192-197Texte réédité par Marcel Marnat dans Maurice Ravel. Qui êtes-vous ?, Lyon, La Manufacture, 1987, p. 316-323
- « Ravel à Montfort-l'Amaury », Maurice Ravel par quelques-uns de ses familiers, Paris, Éditions du Tambourinaire,‎ 1939, p. 163-169Un extrait fut réédité sous le titre « Ravel et ses amis », Cahiers Maurice Ravel, n°1, 1985, p. 32-34 ; l'article a été intégralement réédité dans l'ouvrage Ravel par lui-même et ses amis, Paris, Michel de Maule, 1987, p. 163-169
- « La musique de chambre », Maurice Ravel, Paris, Les Publications techniques et artistiques,‎ 1945, p. 11-18 (BNF 33475565)
- « Correspondance », Contrepoints, no 2,‎ février 1946, p. 95 (BNF 32747949)Lettre ouverte à Vladimir Jankélévitch en réponse à des propos tenus sur Maurice Ravel ; lettre rééditée par Manuel Cornejo dans Cahiers Maurice Ravel, n°18, 2016, p. 105
- « La genèse du Boléro », Le Spectateur,‎ 12 novembre 1946 (BNF 32871641, lire en ligne)Reprend les souvenirs sur le Boléro déjà publiés en 1945 dans le livre Ravel et nous